# Wolfgang Preisendanz
Wolfgang Preisendanz (* 28. April 1920 in Pforzheim; † 29. September 2007 in Konstanz) war ein deutscher Germanist und Literaturwissenschaftler.

## Leben
Wolfgang Preisendanz, Arztsohn aus Pforzheim, war nach seinem Abitur 1938 am Reuchlin-Gymnasium von 1939 bis 1945 Soldat im Zweiten Weltkrieg. Nach Kriegsende unterrichtete er zunächst an Dorfschulen und nahm 1946 ein Studium der Germanistik, Romanistik, Geschichte und Philosophie an der Ruprecht-Karls-Universität Heidelberg auf. Er wurde 1951 dort bei Paul Böckmann mit einer Arbeit über die Spruchform in der Lyrik des alten Goethe und ihre Vorgeschichte seit Opitz promoviert und war anschließend als Lehrer am Kurfürst-Friedrich-Gymnasium in Heidelberg tätig. 1957 wurde er Abteilungsleiter am Dolmetscher-Institut der Heidelberger Universität. 1961 habilitierte er an der Universität zu Köln über den Humor als dichterische Einbildungskraft.
1962 erhielt er einen Ruf auf den Lehrstuhl für Neuere Deutsche Literaturgeschichte an die Westfälische Wilhelms-Universität Münster. 1966 wechselte er an die Universität Konstanz. 1988 wurde Preisendanz emeritiert, ihm folgte Gerhart von Graevenitz. Er war Gastprofessor an verschiedenen Universitäten in den USA und Japan.

## Wirken
Wolfgang Preisendanz war einer der sieben Gründungsprofessoren der Universität Konstanz und als Professor für Deutsche Literatur und Allgemeine Literaturwissenschaft maßgeblich an der Entwicklung der international führenden Konstanzer Schule der Literaturwissenschaft beteiligt. Er war langjähriges Mitglied des Großen und Kleinen Senats der Universität Konstanz und dadurch wesentlich am strukturellen Aufbau der jungen Universität beteiligt.
In einem von der Deutschen Presse-Agentur (dpa) verbreiteten Artikel (1. Oktober 2007) wurde festgestellt, dass nach dem Romanisten Hans Robert Jauß, dem Latinisten Manfred Fuhrmann und dem Anglisten Wolfgang Iser mit dem Germanisten Preisendanz das letzte Mitglied der renommierten ‚Konstanzer Schule‘ gestorben sei. Die Wissenschaftler hätten zusammen ein literaturwissenschaftliches Profil vertreten, das sich in der fächerübergreifenden Forschergruppe „Poetik und Hermeneutik“ konstituierte.
Eines der Hauptforschungsgebiete von Preisendanz war der Humor. Seine Antrittsvorlesung 1970 war der Morphologie des Witzes gewidmet. Für seine Forschungsarbeiten erhielt er 1988 den „Kassler Literaturpreis für grotesken Humor“. Er hat zahlreiche wissenschaftliche Arbeiten publiziert, insbesondere über Heinrich Heine. Seine 1961 verfasste Habilitationsschrift „Humor als dichterische Einbildungskraft“ über den deutschen Realismus von E. T. A. Hoffmann bis Theodor Fontane gilt heute noch als bedeutendes Werk.

## Ehrungen
- Kasseler Literaturpreis für grotesken Humor 1988 der Stiftung Brückner-Kühner und der Stadt Kassel[3]

## Werke (Auswahl)
Monographien
- Heinrich Heine. Werkstrukturen und Epochenbezüge. Fink, München 1983, ISBN 3-7705-0888-2 (UTB; 206).
- Wege des Realismus. Zur Poetik und Erzählkunst des 19. Jahrhunderts. Fink, München 1977. ISBN 3-7705-1376-2.
- Humor als dichterische Einbildungskraft. Studien zur Erzählkunst des poetischen Realismus. 2. Aufl. Fink, München 1976, ISBN 3-7705-0022-9.
- Poetischer Realismus als Spielraum des Grotesken in Gottfried Kellers „Der Schmied seines Glückes“. Universitätsverlag, Konstanz 1998, ISBN 3-87940-359-7.

Herausgeberschaften
- Heinrich Heine: Werke in vier Bänden. Insel Verlag, Frankfurt/M. 1968, Neuauflage als Insel-Taschenbuch ebd. 1994, ISBN 3-458-33328-2 (zusammen mit Christoph Siegrist, Eberhard Galley u. Helmut Schanze)

1. Gedichte. (Hg. v. C. Siegrist)
2. Reisebilder, erzählende Prosa, Aufsätze. (Hg. v. W. Preisendanz)
3. Schriften über Frankreich. (Hg. v. E. Galley)
4. Schriften über Deutschland. (Hg. v. H. Schanze)

- Das Komische (Poetik und Hermeneutik; 7). Fink, München 1976, ISBN 3-7705-1426-2 (zusammen mit Rainer Warning).
- Theodor Fontane (= Wege der Forschung; 381). WBG, Darmstadt 1985, ISBN 3-534-06116-0.